# Stadion Kraj Somborske kapije
Stadion Kraj Somborske kapije − stadion piłkarski w Suboticy, w Serbii. Obiekt może pomieścić 3000 widzów. Swoje spotkania rozgrywa na nim klub FK Bačka 1901 (najstarszy klub piłkarski w Serbii, a także wśród krajów byłej Jugosławii). Obecna główna trybuna obiektu powstała w 1926 roku w miejscu poprzedniej, zniszczonej rok wcześniej przez burzę.